# Département de Vera
Pour les articles homonymes, voir Vera.
Le département de Vera est une des 19 subdivisions de la province de Santa Fe, en Argentine. Son chef-lieu est la ville de Vera.
Le département est le plus étendu de la province de Santa Cruz avec une superficie de 21 096 km2. Mais c'est l'un des moins densément peuplés. Sa population s'élevait à 51 303 habitants au recensement de  2001 et à 53 609 en 2007 selon l'estimation de l'IPEC.

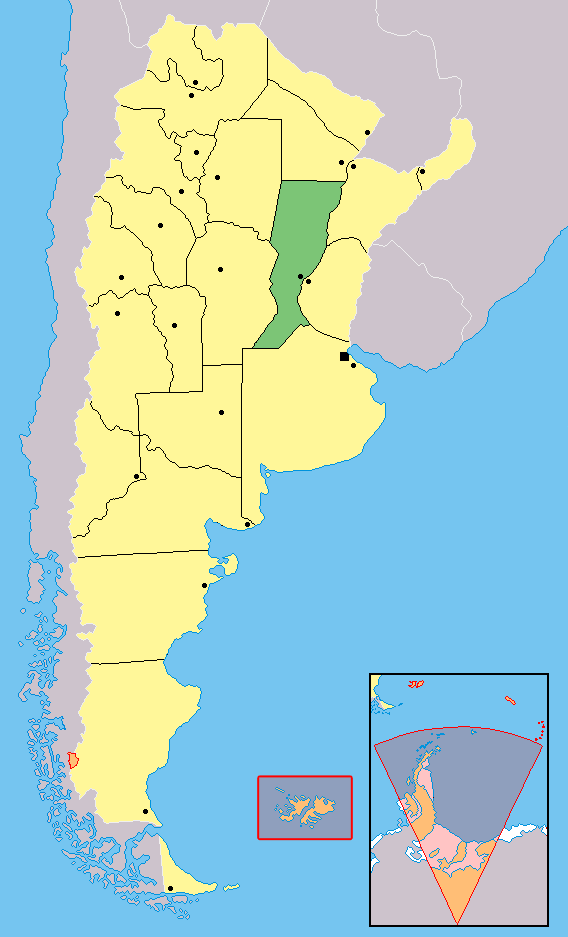
Localisation de la province de Santa Fe en Argentine.